# Janusz Bańczerowski
Janusz Czesław Bańczerowski (ur. 2 stycznia 1942 w Ożarowie) – profesor, językoznawca, slawista, polonista, dyrektor Instytutu Filologii Słowiańskiej i Bałtyckiej na Uniwersytecie im. Eotvosa Loranda w Budapeszcie. Autor ponad 300 publikacji z zakresu lingwistyki opublikowanych w językach: węgierskim, polskim, rosyjskim, chorwackim, serbskim, słowackim, angielskim i niemieckim.

## Życiorys
W 1970 roku uzyskał stopień doktora w dziedzinie językoznawstwa stosowanego na Uniwersytecie Adama Mickiewicza w Poznaniu. W 1989 obronił doktorat na Węgierskiej Akademii Nauk. Rok później uzyskał habilitację oraz tytuł profesora zwyczajnego.
Podczas studiów językoznawczych zajmował się komparatystyką językową, a jego zainteresowania badawcze obejmowały języki słowiańskie, bałtyckie oraz sanskryt. W latach 1970–1989 prowadził kurs języka polskiego w Instytucie Polskim w Budapeszcie. Od 1982 roku wykładał na polonistyce Uniwersytetu im. Eotvosa Loranda. Pełnił funkcję kierownika Katedry Filologii Polskiej, dyrektora Instytutu Filologii Słowiańsko-Bałtyckiej oraz Doktorskiej Szkoły Językoznawczej. Wykładał na Uniwersytecie w Veszprémie i Uniwersytecie w Peczu. Wielokrotnie uczestniczył w Międzynarodowym Kongresie Slawistów.
W 2016 roku otrzymał Nagrodę Polonicum za wybitne osiągnięcia w krzewieniu języka polskiego oraz wiedzy o polskiej kulturze i historii na świecie. Redagował ostatni tom Karpackiego Atlasu Dialektologicznego.

## Członkostwo
Jest członkiem Komisji Językowej Węgierskiej Akademii Nauk oraz Komitetu Towarzystwa Językoznawczego Węgierskiej Akademii Nauk. Należy do „Studia Slavica Academiae Scientiraum Hungaricae” oraz do komitetu redakcyjnego międzynarodowego czasopisma slawistycznego „Studia Slavica Savariensia”.

## Nagrody i odznaczenia
- Odznaka honorowa „Zasłużony dla kultury polskiej” przyznana przez Ministerstwo Kultury i Sztuki (1978)
- Dyplom uznania za wybitne zasługi dla kultury polskiej na świecie przyznany przez Ministra Spraw Zagranicznych RP (1991)
- Krzyż Oficerski Orderu Odrodzenia Polski (1994)[5]
- Medal Zasługi im. Frana Miklošiča (1998)
- Medal Wyższej Szkoły Pedagogicznej w Kaposvár (1998)
- Medal Uniwersytetu Jagiellońskiego (1998)
- Medal „Pro Universitate” za szczególne zasługi dla Uniwersytetu im. L. Eötvösa (1999)
- Medal Komisji Edukacji Narodowej (1999)
- Medal Tysiąclecia Przyjaźni Polsko-Węgierskiej (1999)
- Nagroda Świętego Władysława przyznana przez Krajowy Samorząd Mniejszości Polskiej na Węgrzech (2002)
- Medal Zasługi „Pro Neophilologia in Hungaria” przyznany przez Węgierskie Towarzystwo Neofilologiczne (2004)
- Medal Honorowy Fundacji „Pomoc Polakom na Wschodzie” (2004)
- Nagroda Polonicum (2016)[6]

## Wybrane publikacje
- Janusz Bańczerowski: Általános ismeretek a lengyel nyevről. Budapeszt: Tinta Könyvkiadó, 2004. ISBN 963-9372-85-4.
- Janusz Bańczerowski: Podstawy polsko-węgierskiej fonetyki i fonologii kontrastywnej. Budapeszt: Tinta Kvk, 2001. ISBN 963-9372-14-5.
- Janusz Bańczerowski: Obŝekarpatskij dialektologičeskij atlas. Vyp. 6 / [red. Lajoš Balog, Ânuš Bančerovski, Ildiko Pošgai]; Meždunarodnaâ Redakcionnaâ Kollegiâ Obŝekarpatskogo Dialektologičeskogo Atlasa; Vengerskaâ Akademiâ Nauk.. Budapeszt: Tinta, 2001. ISBN 963-9372-24-2.
- Janusz Bańczerowski: Trudy po slavjanovedeniju = Szlavisztikai tanulmányok. Budapeszt: ELTE Szláv Filologiai Tanszék, 1992. ISBN 963-462-698-X.
- Janusz Bańczerowski: Legyel nyelvkőnyv. Budapeszt: Tankőnyvkiadó, 1983. ISBN 963-17-6823-6.